# 광진중학교
광진중학교(廣津中學校)는 대한민국 서울특별시 광진구 자양동에 있는 공립 중학교이다.

## 학교 연혁
- 1979년 9월 1일 : 학교 설립 인가(광진구 자양 2동 693번지)
- 1979년 10월 10일 : 개교(5학급)
- 1980년 2월 29일 : 제1회 졸업(72명)
- 2000년 3월 1일 : 서울교육 새물결운동 의식 개혁 선도학교 운영
- 2010년 10월 29일 : 체육관 개관(온누리관)
- 2011년 12월 29일 : 융합인재(STEAM) 연구학교 지정(교과부 요청)
- 2014년 3월 3일 : 자유학기제 연계 중1 진로탐색 집중학년제 교육부 연구학교 운영
- 2019년 3월 1일 : 제14대 황덕진 교장 취임
- 2023년 2월 3일 : 제44회 졸업식(졸업생수 117명, 졸업생 연인원 20,259명)
- 2023년 3월 2일 : 2023학년도 입학생 90명

## 참고 자료
- 광진중학교 - 한국교육학술정보원 학교알리미